# Ga Sindorim
Ga Sindorim (Tiếng Hàn: 신도림역, Hanja: 新道林驛) là một ga trên Tàu điện ngầm vùng thủ đô Seoul tuyến số 1 (sân ga trên mặt đất), Tàu điện ngầm Seoul tuyến 2 và Tuyến nhánh Sinjeong (ga tàu điện ngầm) trải dài qua Sindorim-dong và Guro-dong, Guro-gu, Seoul, Hàn Quốc. Nó là ga cuối phía tây nam của nhánh Sinjeong Tuyến số 2 đến Kkachisan (sân ga ngầm số 3). Nhà ga nằm ở rìa phía bắc của Sindorim-dong, Guro-gu, Seoul giáp với Yeongdeungpo-gu.
Đây được biết đến là ga trung chuyển tắc nghẽn nhất của Tàu điện ngầm Seoul, đặc biệt là vào những giờ cao điểm. Người ta ước tính rằng hơn 320.000 hành khách mỗi ngày sử dụng ga Sindorim để trung chuyển giữa Tuyến 1 và 2. 

## Lịch sử
- 15 tháng 8 năm 1974: Hoạt động kinh doanh bắt đầu với việc khai trương Ga Seongbuk ~ Ga Incheon của Tàu điện ngầm vùng thủ đô Seoul tuyến 1
- 22 tháng 5 năm 1984: Nó trở thành ga trung chuyển với phần mở rộng của đoạn Ga Đại học Quốc gia Seoul đến Ga Euljiro 1(il)-ga trên Tàu điện ngầm Seoul tuyến 2.
- 22 tháng 5 năm 1992  : Với việc khai trương Tuyến Sinjeong giữa Ga Văn phòng Yangcheon-gu ~ Ga Sindorim, nó đã trở thành ga trung chuyển của ba tuyến với tư cách là ga cuối.

## Các dịch vụ GTX trong tương lai
Việc xây dựng tuyến đường sắt đi lại tốc độ cao mới, GTX, đã bắt đầu vào năm 2017. Ba tuyến riêng biệt GTX A, B & C đang được xây dựng hoặc trong giai đoạn lập kế hoạch. Sau khi hoàn thành, GTX B sẽ kết nối Songdo, Incheon ở phía Tây Nam và Maseok, Namyangju ở phía Đông Bắc. Sindorim sẽ là một trong những ga GTX B nằm trong Seoul, cùng với Yeouido, Yongsan và ga Seoul. Việc xây dựng GTX B sẽ bắt đầu vào năm 2022.

## Bố trí ga

### Tuyến số 1 (1F)
| ↑ Yeongdeungpo |                        |
| ２ \| ３４ \|  | \|                     |
| Guro ↓         | Gwangmyeong · Anyang ↓ |

| １ | ●Tuyến 1 | Địa phương                                         | ← Hướng đi Yongsan · Uijeongbu · Yeoncheon             |
| ２ | ●Tuyến 1 | Địa phương                                         | → Hướng đi Incheon · Seodongtan · Cheonan · Sinchang → |
| ２ | ●Tuyến 1 | Tốc hành                                           | → Hướng đi Cheonan · Sinchang →                        |
| ３ | ●Tuyến 1 | Tàu đưa đón Gwangmyeong Tốc hành Tốc hành đặc biệt | ← Hướng đi Yeongdeungpo · Yongsan                      |
| ４ | ●Tuyến 1 | Tàu đưa đón Gwangmyeong Tốc hành Tốc hành đặc biệt | → Hướng đi Dongincheon · Gwangmyeong →                 |

| Tuyến và hướng                                                                          | Tuyến và hướng                   | Cửa      |
| --------------------------------------------------------------------------------------- | -------------------------------- | -------- |
| Tuyến 1 Địa phương (Hướng Yeoncheon·Đại học Kwangwoon·Cheongnyangni)                    | → Tuyến 2 → Ga ngầm (Lối ra 1~3) | 5-1      |
| Tuyến 1 Địa phương (Hướng Yeoncheon·Đại học Kwangwoon·Cheongnyangni)                    | → Ga mặt đất (Lối ra 4~6)        | 5-2      |
| Tuyến 1 Địa phương·Tuyến Gyeongbu Tốc hành (Hướng Incheon·Sinchang)                     | → Tuyến 2 → Ga ngầm (Lối ra 1~3) | 2-3, 6-2 |
| Tuyến 1 Địa phương·Tuyến Gyeongbu Tốc hành (Hướng Incheon·Sinchang)                     | → Ga mặt đất (Lối ra 4~6)        | 4-4      |
| Tuyến 1 Tuyến Gyeongin Tốc hành·Tàu đưa đón Gwangmyeong (Hướng Yeongdeungpo·Yongsan)    | → Tuyến 2 → Ga ngầm (Lối ra 1~3) | 8-3      |
| Tuyến 1 Tuyến Gyeongin Tốc hành·Tàu đưa đón Gwangmyeong (Hướng Yeongdeungpo·Yongsan)    | → Ga mặt đất (Lối ra 4~6)        | 8-4      |
| Tuyến 1 Tuyến Gyeongin Tốc hành·Tàu đưa đón Gwangmyeong (Hướng Dongincheon·Gwangmyeong) | → Tuyến 2 → Ga ngầm (Lối ra 1~3) | 3-2, 6-1 |
| Tuyến 1 Tuyến Gyeongin Tốc hành·Tàu đưa đón Gwangmyeong (Hướng Dongincheon·Gwangmyeong) | → Ga mặt đất (Lối ra 4~6)        | 4-4      |

### Tuyến số 2 (B2F)
| ↑ Daerim     |          |                  |
|              | １２ \|  | ４               |
| Dorimcheon ↓ | Mullae ↓ | Depot Sinjeong ↓ |

| １ | ● Tuyến 2              | ← Hướng đi Văn phòng Yeongdeungpo-gu · Đại học Hongik · Sinchon · Tòa thị chính → Bắt đầu từ ga này (Hướng đi Mullae) |
| ２ | ● Tuyến 2              | → Hướng đi Sillim · Sadang · Gangnam · Jamsil →                                                                       |
| ３ | ● Tuyến nhánh Sinjeong | → Hướng đi Văn phòng Yangcheon-gu · Kkachisan → → Kết thúc tại ga này (Tàu từ Daerim · Dorimcheon)                    |
| ４ | ● Tuyến 2              | → Bắt đầu từ ga này (Hướng đi Daerim) → Kết thúc tại ga này (Tàu từ Mullae)                                           |

Tầng hầm B4

Sân ga này quay mặt về phía sân ga theo hướng của đường bên ngoài và được kết nối với Depot Sinjeong thông qua Tuyến Sinjeong. Trước đây, nó chỉ được sử dụng để đi qua các chuyến tàu đến và đi từ Depot Sinjeong, nhưng để giảm mức độ tắc nghẽn ở sân ga bên ngoài (hướng Gangnam) của tuyến chính của Tuyến số 2, kể từ ngày 2 tháng 1 năm 2008, chỉ vào các ngày trong tuần (07:34 ~ 08:23), các tàu khởi hành từ Depot Sinjeong theo hướng Ga Daerim đón khách tại Sân ga 4, và đóng cửa vào các thời điểm khác. Vào các ngày thứ Bảy, Chủ nhật và ngày lễ, các phương tiện từ Depot Sinjeong vẫn được xử lý tại Sân ga số 2 của tuyến chính như trước đây. Vì sân ga 4 hầu như không tiếp nhận hành khách, không có cửa lưới nào được lắp đặt và các kỹ sư đã dừng nó theo cách thủ công. Hiện tại, chỉ có chuyến tàu lưu thông bên ngoài khởi hành từ Sindorim khởi hành từ Sân ga 4 vào buổi sáng và cửa lưới đã được lắp đặt. Vào những thời điểm khác, chuyến tàu cuối cùng đi Sindorim theo hướng ngoài cùng kết thúc hoạt động tại sân ga liên quan và được đưa vào Depot Sinjeong, và phương tiện khởi hành từ vòng ngoài khởi hành từ Sân ga 2. Các phương tiện rời ga đi qua sân ga này, đỗ ở làn đường rẽ và khởi hành từ Sân ga 1.
| Tuyến và hướng                                     | Tuyến và hướng                                                                                              | Cửa                           | Ghi chú                                                        |
| -------------------------------------------------- | --- | ----------------------------- | -------------------------------------------------------------- |
| Tuyến 2 Vòng trong (Hướng Mullae)                  | → Tuyến 1 → Tuyến 2 Tuyến nhánh Sinjeong (Hướng Kkachisan) → Lối ra 1~6                                     | 2-2, 4-2, 6-4, 7-3, 9-2       | Thang cuốn chạy ở 4-2 và 7-3. 7-3 không có cầu thang xuống.    |
| Tuyến 2 Vòng trong (Hướng Mullae)                  | → Tuyến 2 Tuyến nhánh Sinjeong (Hướng Kkachisan)                                                            | 6-1                           | Không chuyển sang Tuyến 1                                      |
| Tuyến 2 Vòng ngoài (Hướng Daerim)                  | → Tuyến 1 → Tuyến 2 Tuyến nhánh Sinjeong (Hướng Kkachisan) → Lối ra 1~6                                     | 2-2, 4-2, 4-4, 7-3, 9-2       | Thang cuốn chạy ở 4-2 và 7-3. 4-2 không có cầu thang đi xuống. |
| Tuyến 2 Vòng ngoài (Hướng Daerim)                  | → Tuyến 2 Tuyến nhánh Sinjeong (Hướng Kkachisan)                                                            | 5-3                           | Không chuyển sang Tuyến 1                                      |
| Tuyến 2 Tuyến nhánh Sinjeong (Kết thúc tại ga này) | → Tuyến 1 → Tuyến 2 Tuyến chính → Lối ra 1~6                                                                | 3-1, 3-4, 6-4                 |                                                                |
| Tuyến 2 Tuyến nhánh Sinjeong (Kết thúc tại ga này) | → Tuyến 2 Tuyến chính                                                                                       | 3-3                           | Không chuyển sang Tuyến 1                                      |
| Kết thúc tại ga này (Tàu từ Daerim)                | → Tuyến 1 → Tuyến 2 Vòng trong (Hướng Mullae) → Lối ra 1~6                                                  | 2-2, 6-1, 6-4                 |                                                                |
| Kết thúc tại ga này (Tàu từ Daerim)                | → Tuyến 2 Vòng trong (Hướng Mullae)                                                                         | 6-2                           | Không chuyển sang Tuyến 1                                      |
| Kết thúc tại ga này (Tàu từ Daerim)                | → Tuyến 2 Tuyến nhánh Sinjeong (Hướng Kkachisan)                                                            | Tất cả các cửa từ 3-1 đến 8-4 | Cùng chuyển                                                    |
| Kết thúc tại ga này (Tàu từ Mullae)                | → Tuyến 1 → Tuyến 2 Vòng ngoài (Hướng Daerim) → Tuyến 2 Tuyến nhánh Sinjeong (Hướng Kkachisan) → Lối ra 1~6 | 2-2, 4-2, 7-3, 9-3            |                                                                |
| Kết thúc tại ga này (Tàu từ Mullae)                | → Tuyến 2 Vòng ngoài (Hướng Daerim)                                                                         | 5-4                           | Không chuyển sang Tuyến 1                                      |

## Xung quanh nhà ga
| Lối ra \| 나가는 곳 \| Exit \| 出口 | Lối ra \| 나가는 곳 \| Exit \| 出口 |
| ----------------------------------- | --- |
| 1                                   | Trường tiểu học Mullae, Trường tiểu học Seoul Sindorim, Trường trung học cơ sở Sindorim, Sindorim Woosung 3 APT, Donga 1.2.3 APT, Trung tâm cộng đồng Sindorim-dong, Bưu điện Sindorim-dong, Văn phòng thuế Guro, Văn phòng đăng ký tòa án quận phía Nam Seoul, Mullae-dong Namseong APT, Sindorim D Cube City, Sindorim D Cube City APT, Sindorim Prugio APT, Sindorim I-Park, Thế giới tiện nghi Sindorim, Shinsung Eunhasu APT, Sindorim SKVIEW, Tập đoàn Tài chính Nhà ở Hàn Quốc Chi nhánh phía Tây Seoul |
| 2                                   | Daerim-dong Hyundai 3 APT, Trung tâm cộng đồng Dorim-dong, Dorim Donga APT, Dorim Cheonggu APT, Trung tâm phúc lợi người cao tuổi Guro, Dorim Halla APT, Dorim-dong I-Park APT, Thành phố Ssangyong Platinum, Đại học Mở Hàn Quốc, Kolon Haneulchae APT |
| 3                                   | Sindorim Techno Mart, Sindorim Taeyoung APT, Trường tiểu học Seoul Mirae, Guro-seong APT, Sindorim Xi APT, Sindorim Hyundai APT, Tập đoàn Bảo hiểm Y tế Quốc gia Trung tâm Dịch vụ Công dân Nước ngoài Seoul, Công viên Phố Guro, Trung tâm Hỗ trợ Văn hóa và Lối sống Sindorim Gori, SGI Hàn Quốc Trung tâm văn hóa Guro, Trung tâm hiến máu trạm Sindorim |
| 4                                   | Trung tâm cộng đồng Dorim-dong, Yeongdeungpo Prugio APT, Trường tiểu học Yeongwon, Trung tâm giáo dục châu Á-Thái Bình Dương của UNESCO, Đại học mở Hàn Quốc, Daerim-dong Hyundai 1 APT, Yeongdeungpo Art Xi APT, Chợ Dorim |
| 5                                   | Quảng trường ga Sindorim, Thành phố Sindorim D Cube, Khách sạn Sheraton D Cube City, Sindorim Prugio APT, Trường tiểu học Sindorim, Trường trung học cơ sở Sindorim, Công viên Sindorim I-Park APT, Trung tâm cộng đồng Sindorim-dong, Sindorim Samsung Chereville 1 |
| 6                                   | Quảng trường ga Sindorim, Bưu điện Mullae-dong, Mullae-dong Namseong APT, Văn phòng thuế Guro, Văn phòng đăng ký tòa án quận phía Nam Seoul, Thành phố công nghệ cao Ace |

## Thay đổi hành khách
| Năm                                                                     | Số lượng hành khách (người)  | Số lượng hành khách (người) | Tổng cộng | Ghi chú |        |   |  |
| ----------------------------------------------------------------------- | ---------------------------- | --------------------------- | --------- | ------- | ------ | - |  |
| Năm                                                                     | 1994                         | —                           | Tổng cộng | Ghi chú | 85,571 | — |  |
| 1995                                                                    | 84,553                       | —                           |           |         |        | — |  |
| 1996                                                                    | 76,395                       | —                           |           |         |        | — |  |
| 1997                                                                    | 68,454                       | —                           |           |         |        | — |  |
| 1998                                                                    | 67,849                       | —                           |           |         |        | — |  |
| 1999                                                                    |                              | —                           |           |         |        | — |  |
| 2000                                                                    | 74,174                       | —                           |           |         |        | — |  |
| 2001                                                                    | 75,600                       | —                           |           |         |        | — |  |
| 2002                                                                    | 74,562                       | —                           |           |         |        | — |  |
| 2003                                                                    | 72,267                       | —                           |           |         |        | — |  |
| 2004                                                                    | 73,930                       | —                           |           |         |        | — |  |
| 2005                                                                    | 77,101                       | —                           |           |         |        | — |  |
| 2006                                                                    | 78,692                       | —                           |           |         |        | — |  |
| 2007                                                                    | 82,044                       | —                           |           |         |        | — |  |
| 2008                                                                    | 96,138                       | —                           |           |         |        | — |  |
| 2009                                                                    | 103,930                      | —                           |           |         |        | — |  |
| 2010                                                                    | Không có cửa soát vé độc lập | 107,767                     | —         |         |        |   |  |
| 2011                                                                    | Không có cửa soát vé độc lập | 117,425                     | —         |         |        |   |  |
| 2012                                                                    | Không có cửa soát vé độc lập | 125,671                     | —         |         |        |   |  |
| 2013                                                                    | Không có cửa soát vé độc lập | 130,389                     | —         |         |        |   |  |
| 2014                                                                    | Không có cửa soát vé độc lập | 135,357                     | —         |         |        |   |  |
| 2015                                                                    | 7,091                        | 130,679                     | 137,770   | [ 5 ]   |        |   |  |
| 2016                                                                    | 7,587                        | 126,079                     | 133,666   |         |        |   |  |
| 2017                                                                    | 7,989                        | 122,269                     | 130,258   |         |        |   |  |
| 2018                                                                    | 7,825                        | 119,414                     | 127,239   |         |        |   |  |
| 2019                                                                    | 8,325                        | 118,082                     | 126,407   |         |        |   |  |
| 2020                                                                    | 6,582                        | 83,017                      | 89,599    |         |        |   |  |
| 2021                                                                    | 6,802                        | 80,554                      | 87,356    |         |        |   |  |
| 2022                                                                    | 7,451                        | 88,022                      | 95,473    |         |        |   |  |
| 2023                                                                    | 7,511                        | 94,988                      | 102,499   |         |        |   |  |
| Nguồn                                                                   |                              |                             |           |         |        |   |  |
| : Trung tâm dữ liệu mở Seoul : Phòng dữ liệu Tổng công ty Vận tải Seoul |                              |                             |           |         |        |   |  |

## Hình ảnh

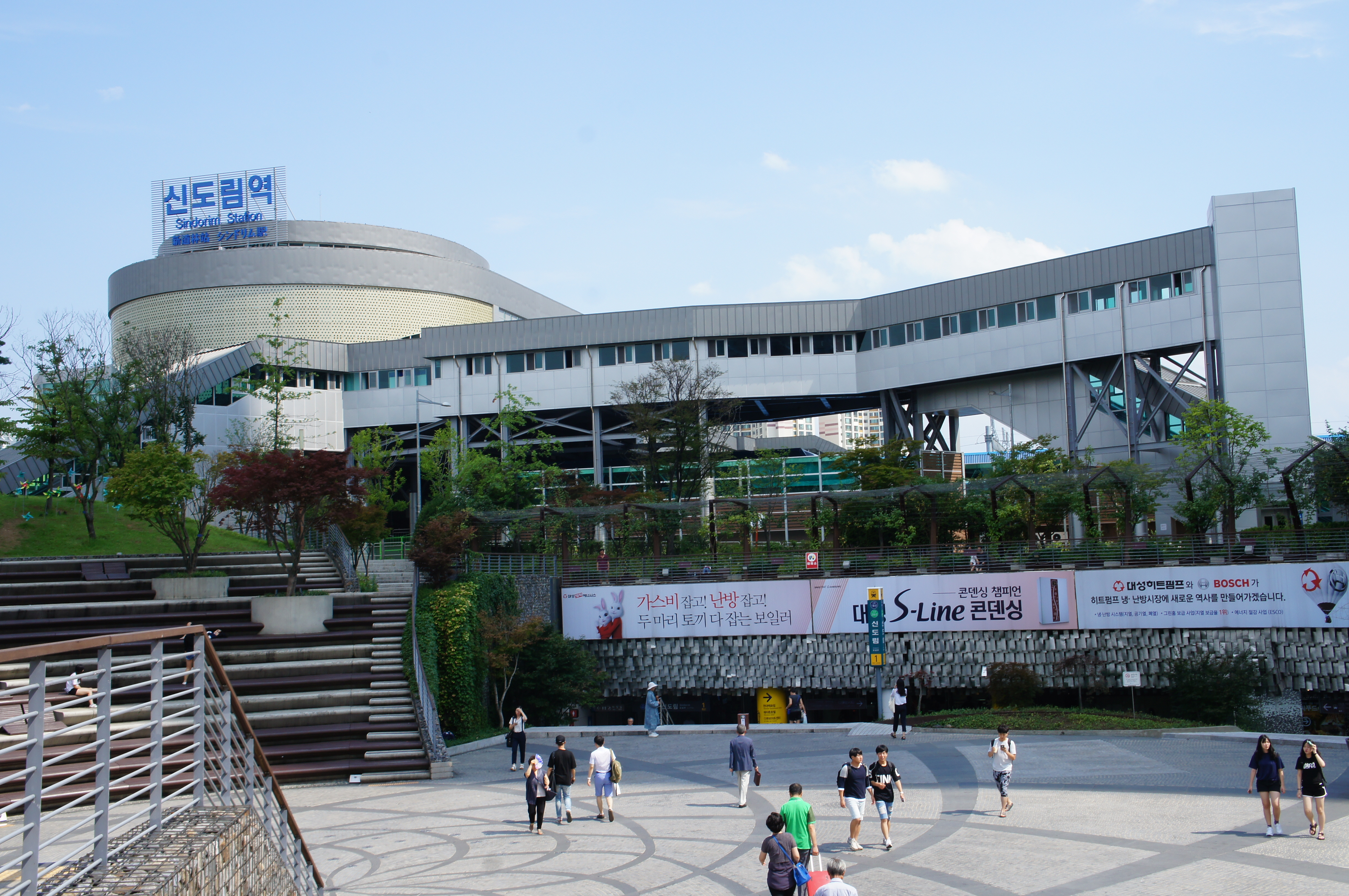
Nhà ga Tuyến Gyeongbu
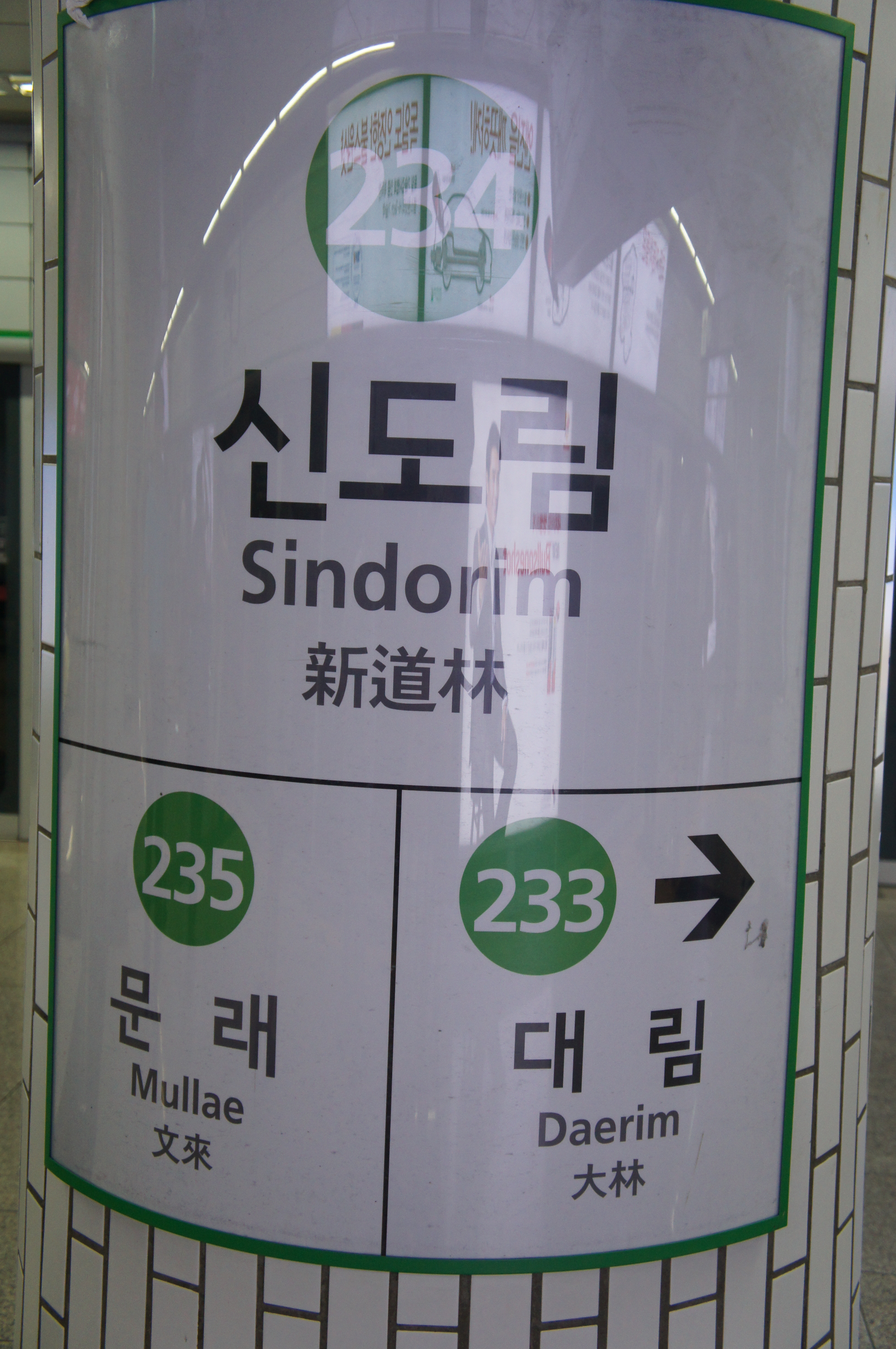
Bảng tên ga Tuyến 2 vòng ngoài
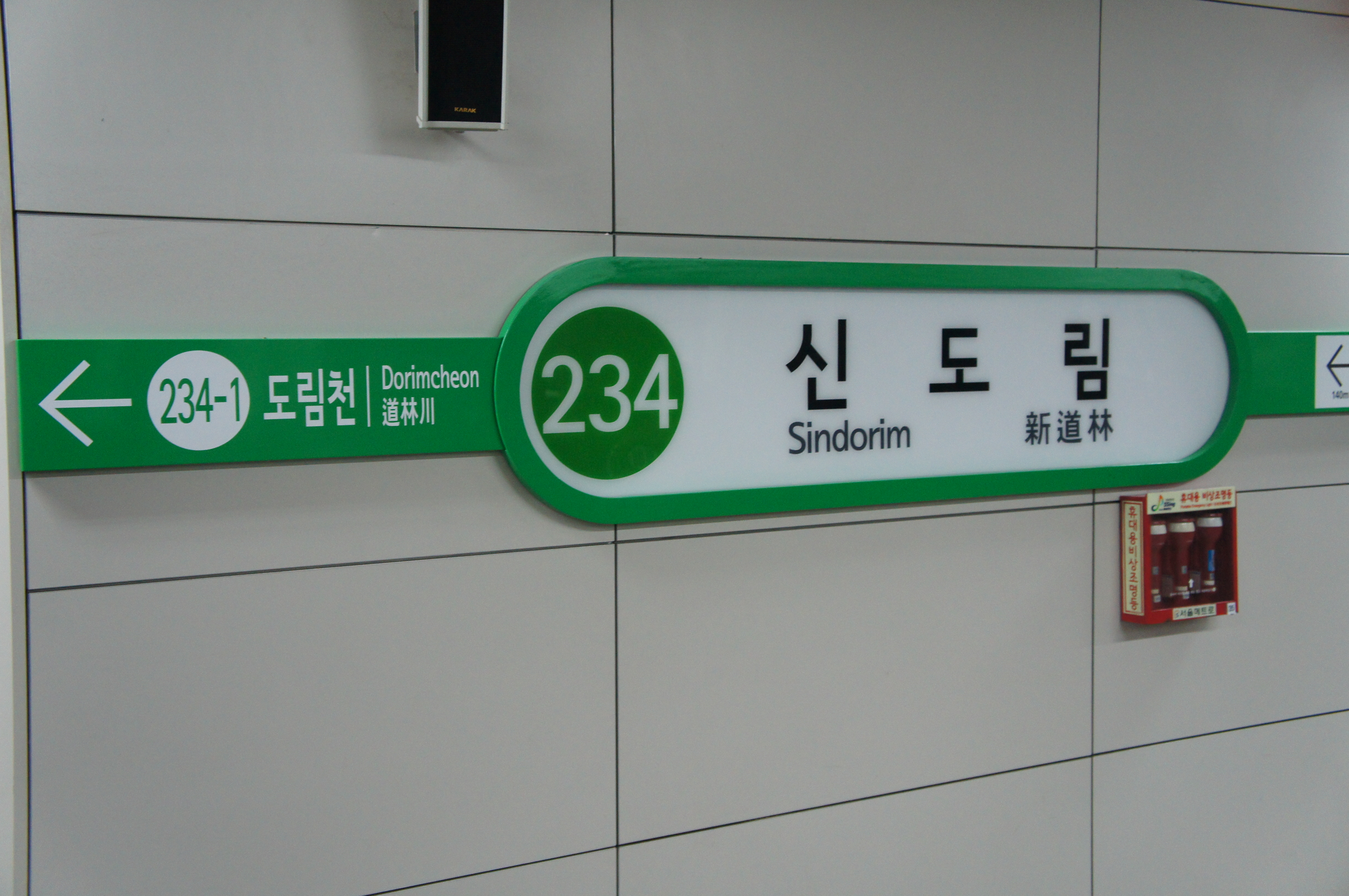
Báng tên ga Tuyến nhánh Sinjeong hướng Kkachisan
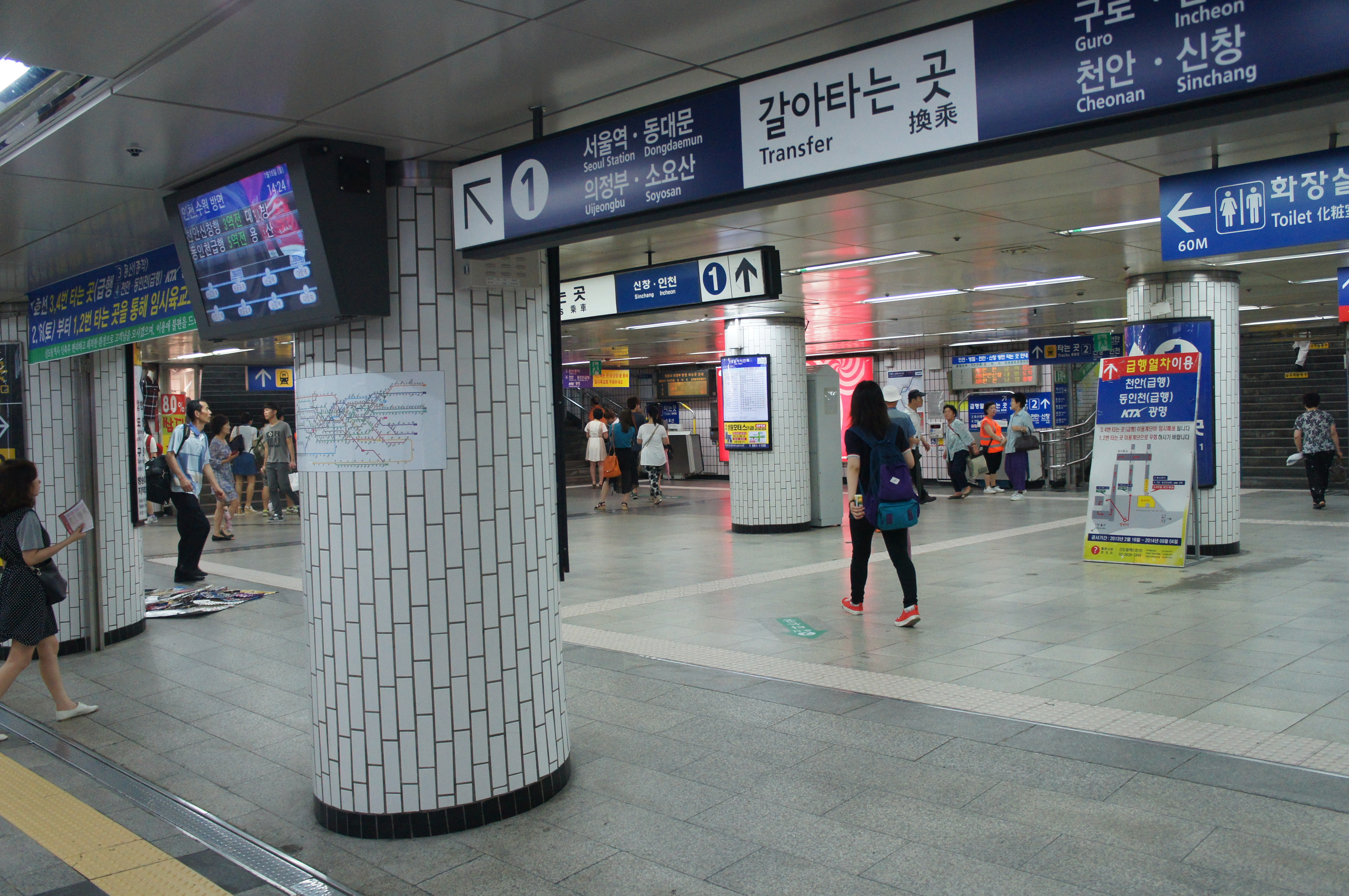
Lối đi chuyển tuyến
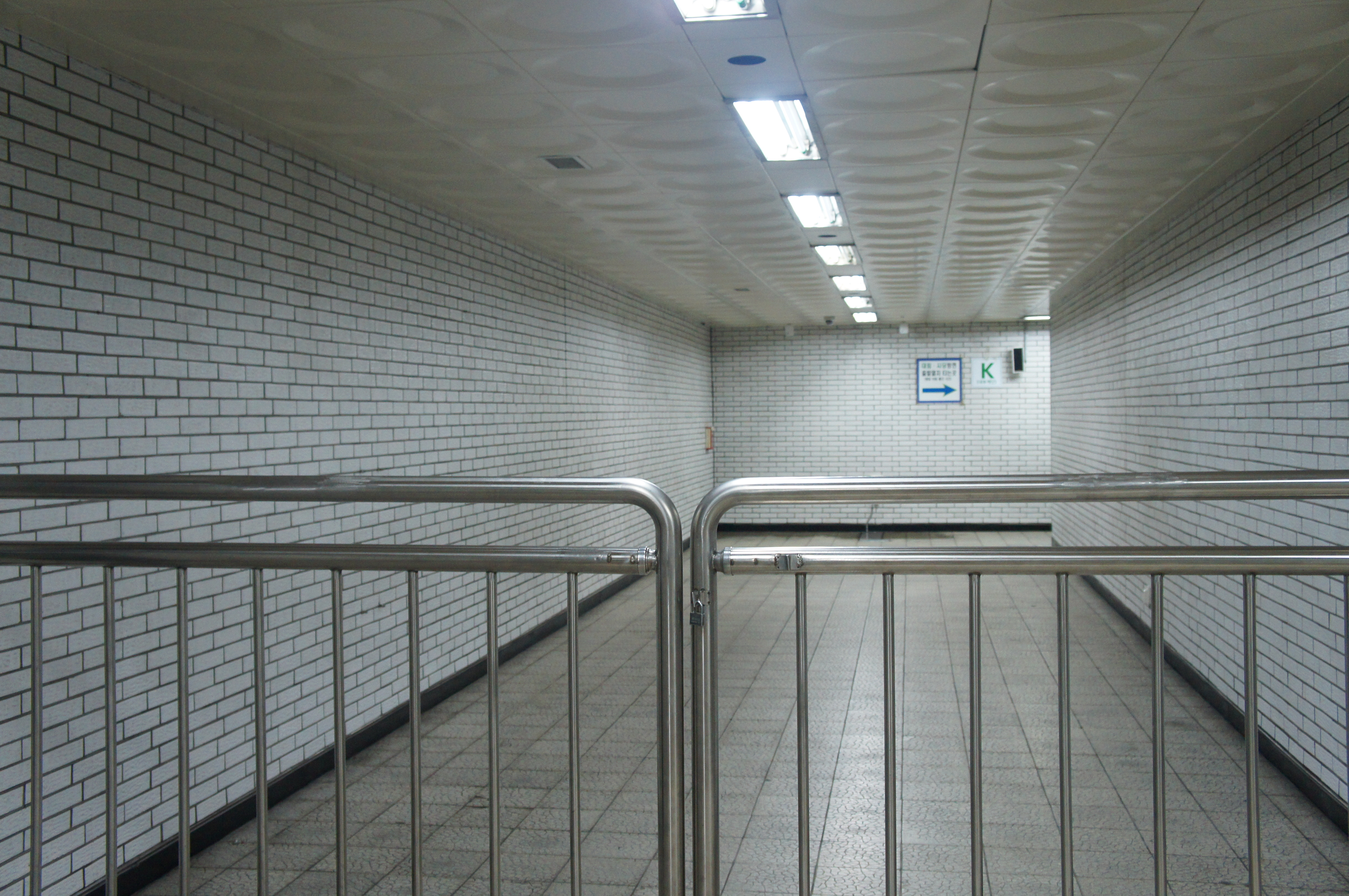
Lối đi của sân ga cuối cùng và nhà ga (trước khi tháo dỡ cửa ra vào)
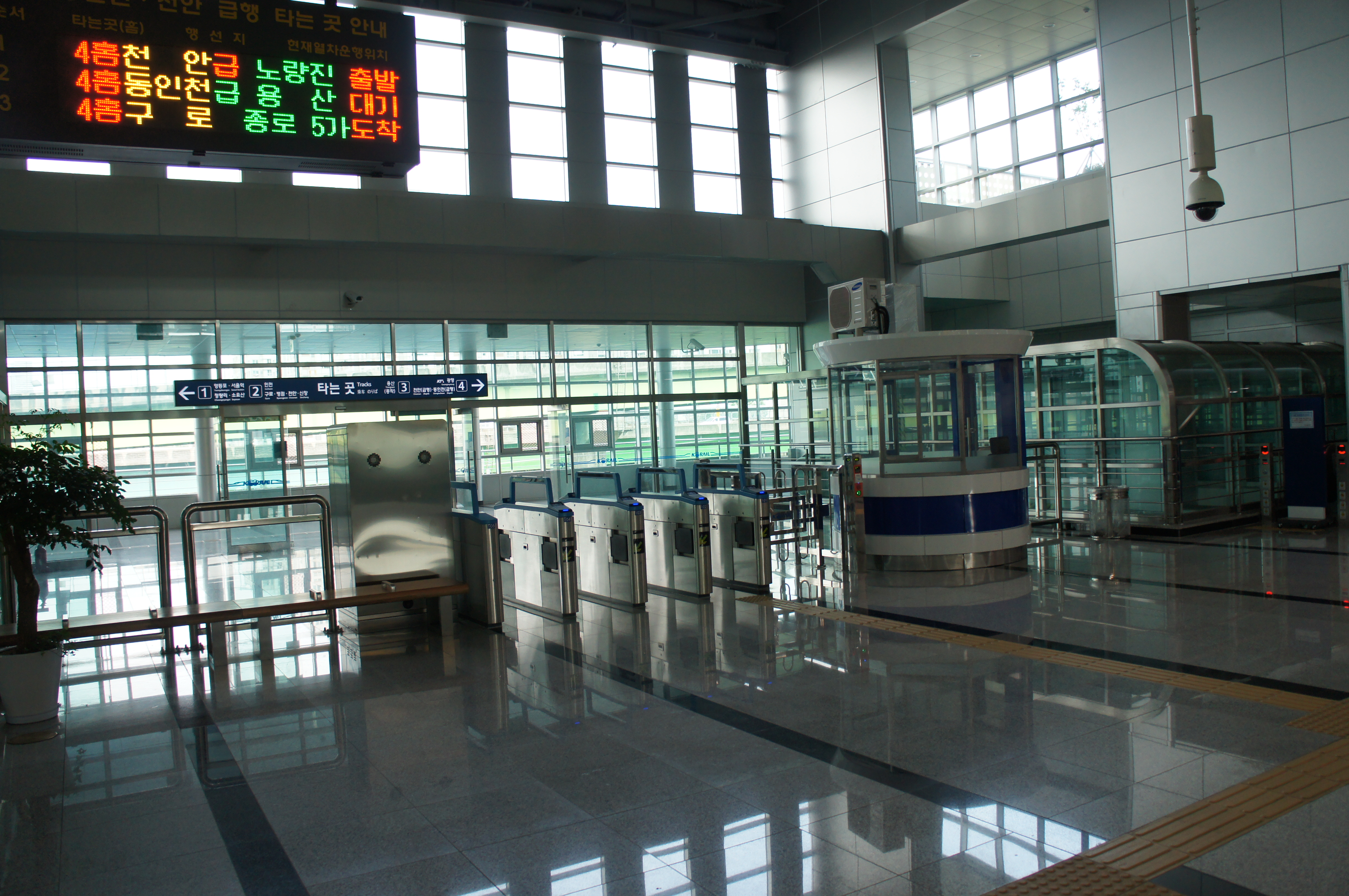
Phòng chờ Tuyến 1
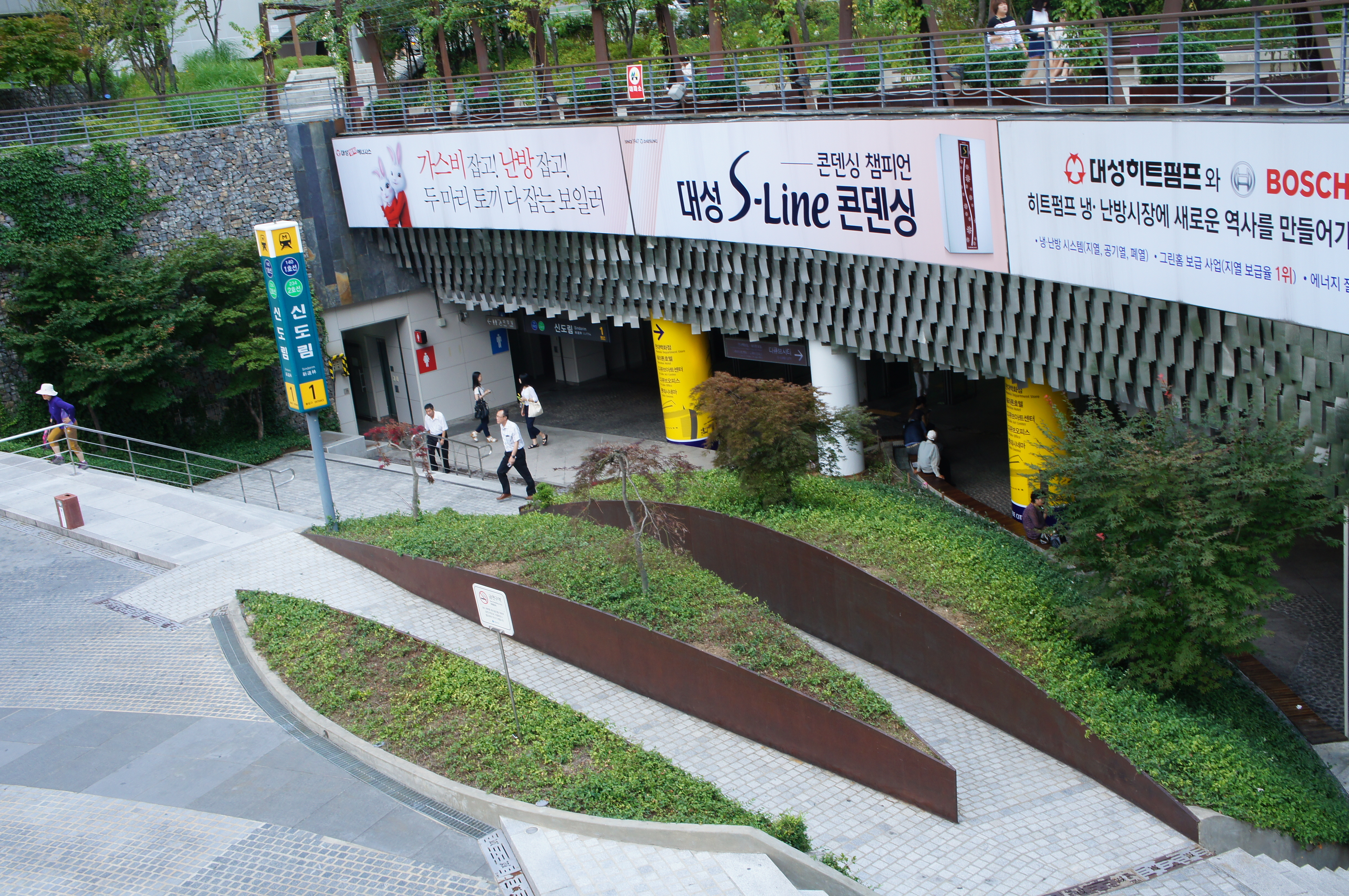
Lối vào 1
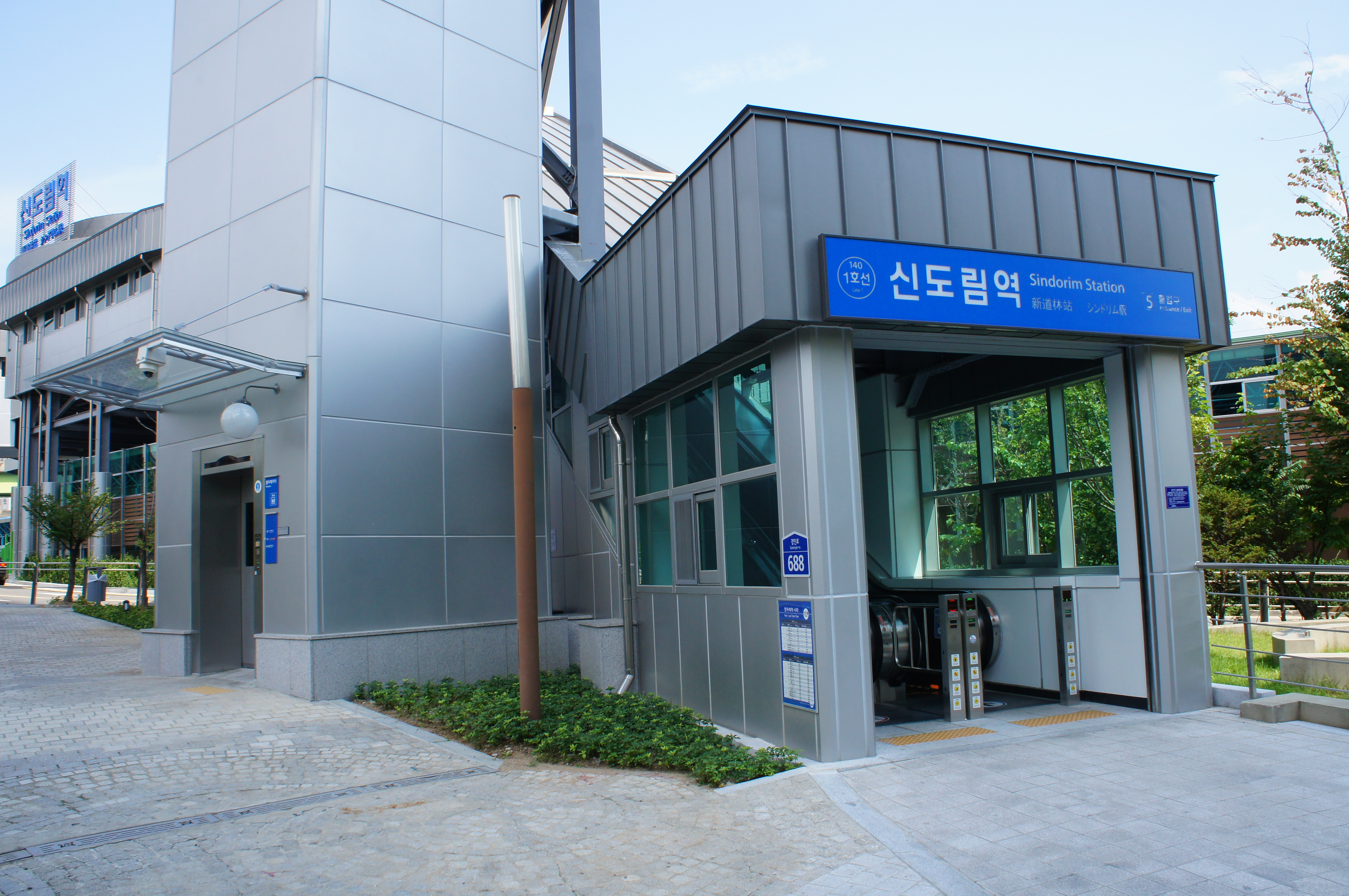
Lối vào 5
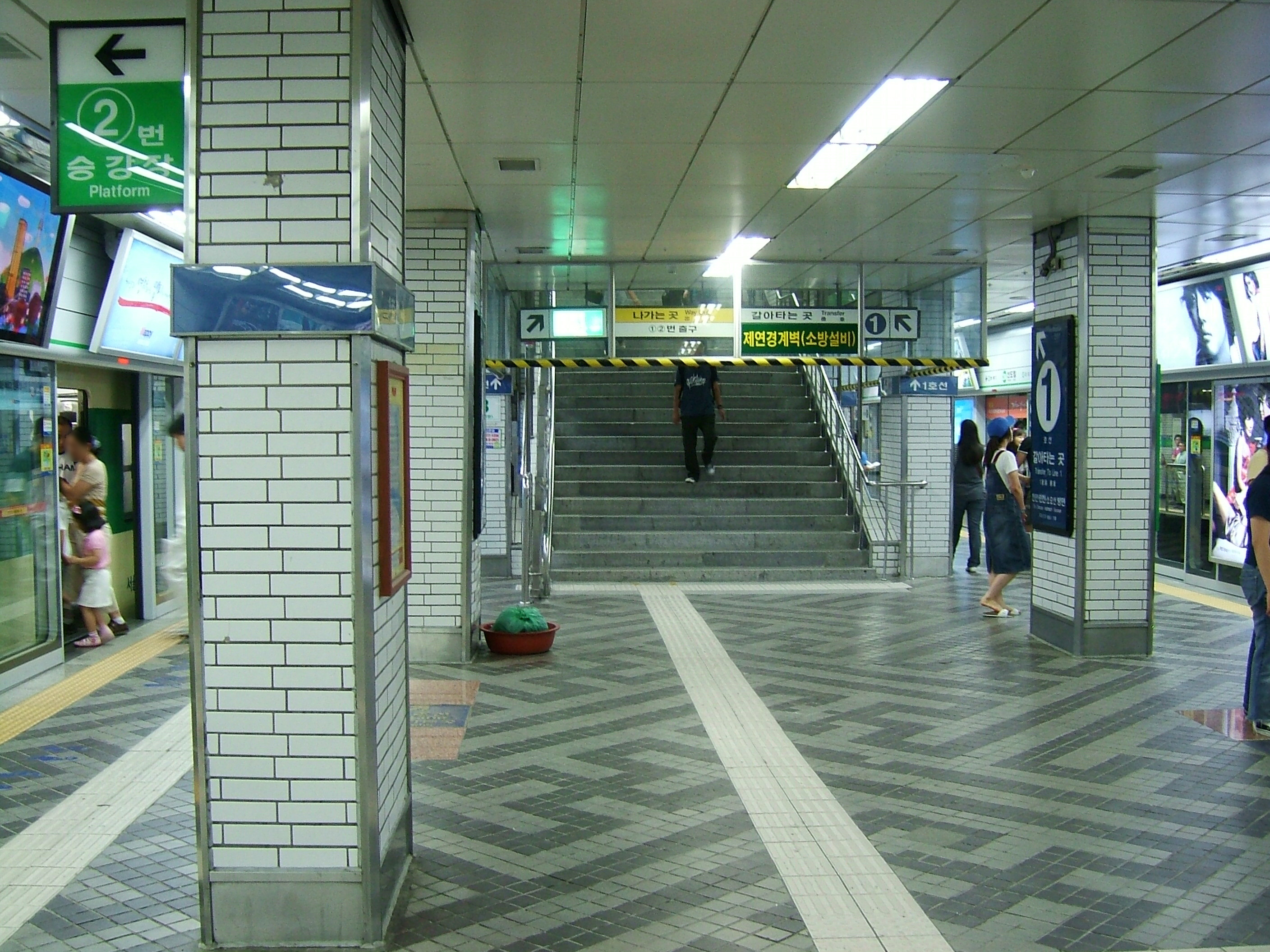
Sân ga Tuyến 2 (Vòng ngoài (trái), vòng trong (phải)) (Trước khi xây dựng và thay đổi phông chữ, trong thời kỳ Seoul Metro)
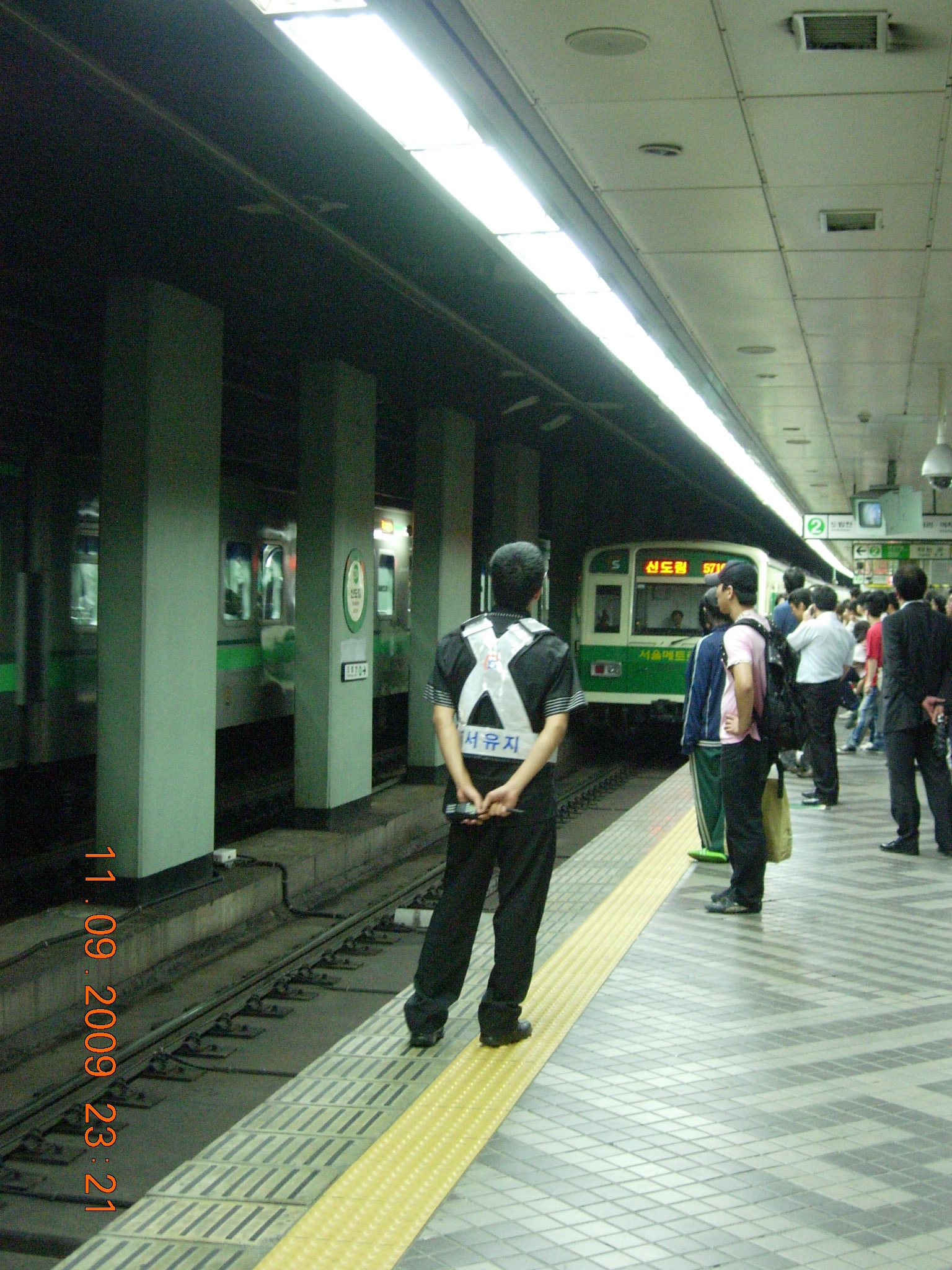
Sân ga Tuyến nhánh Sinjeong hướng Kkachisan (Trước khi lắp đặt cửa chắn, trong thời kỳ Seoul Metro)
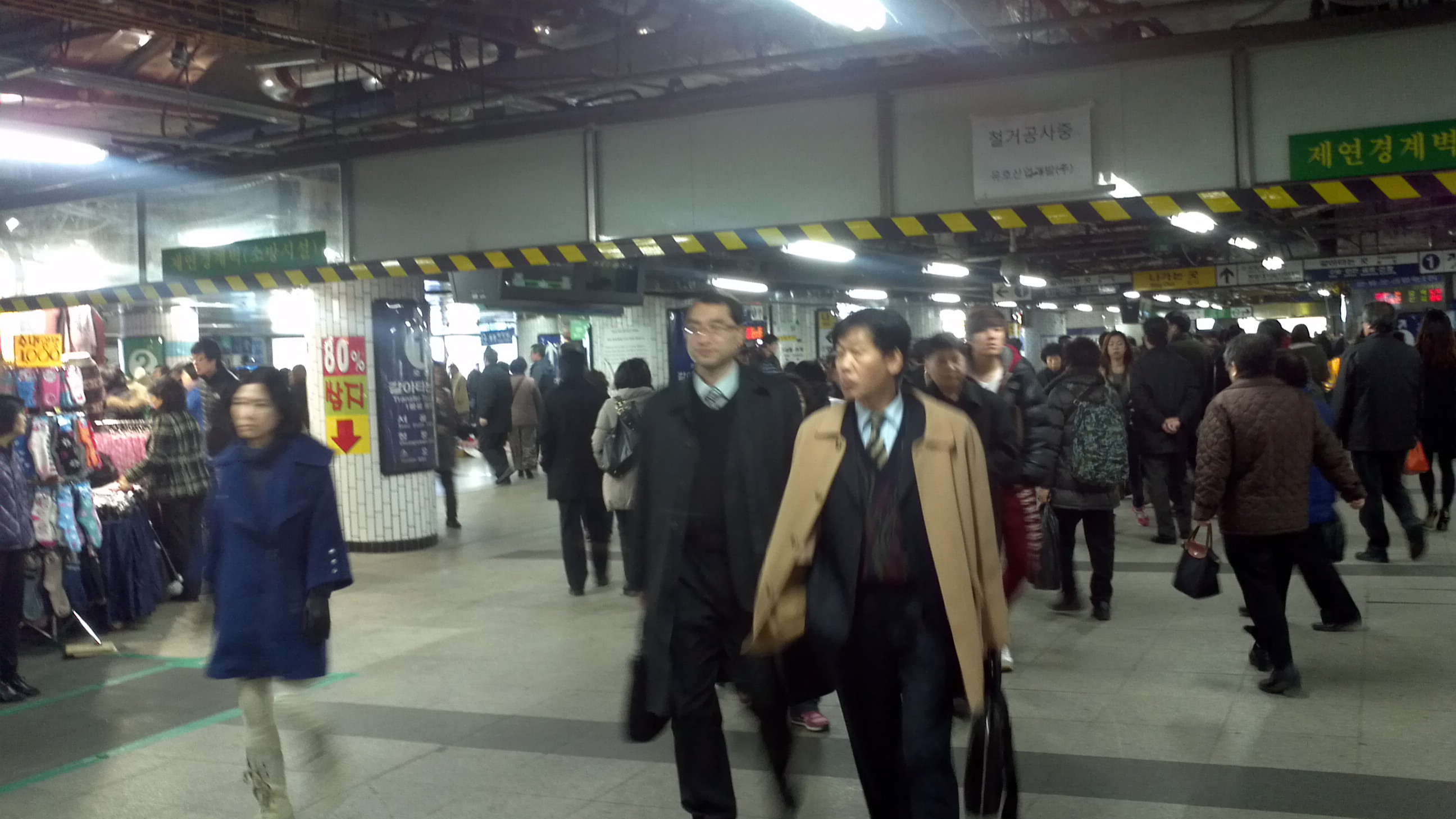
Hành lang trung chuyển (đang xây dựng)
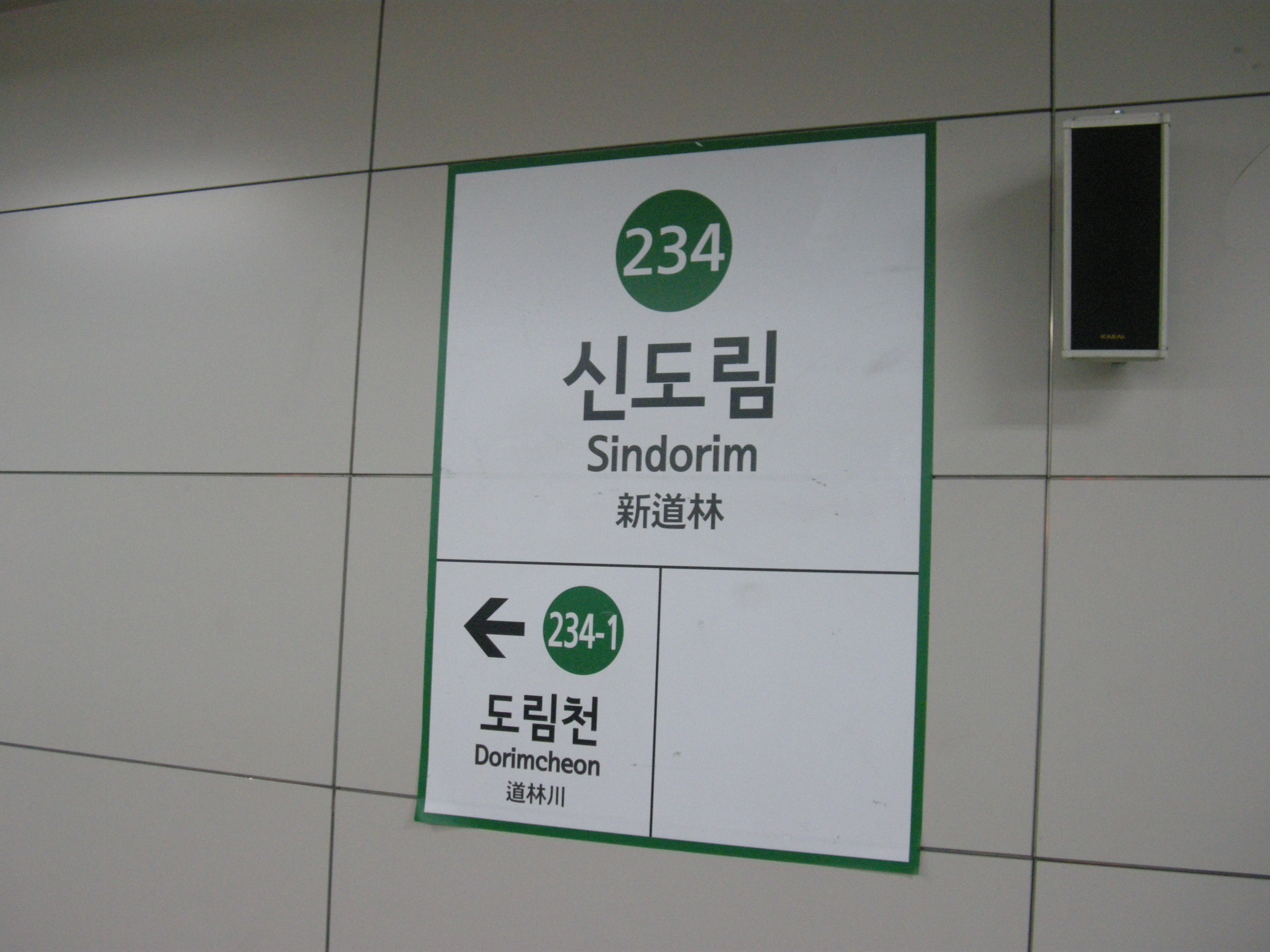
Báng tên ga Tuyến nhánh Sinjeong hướng Kkachisan
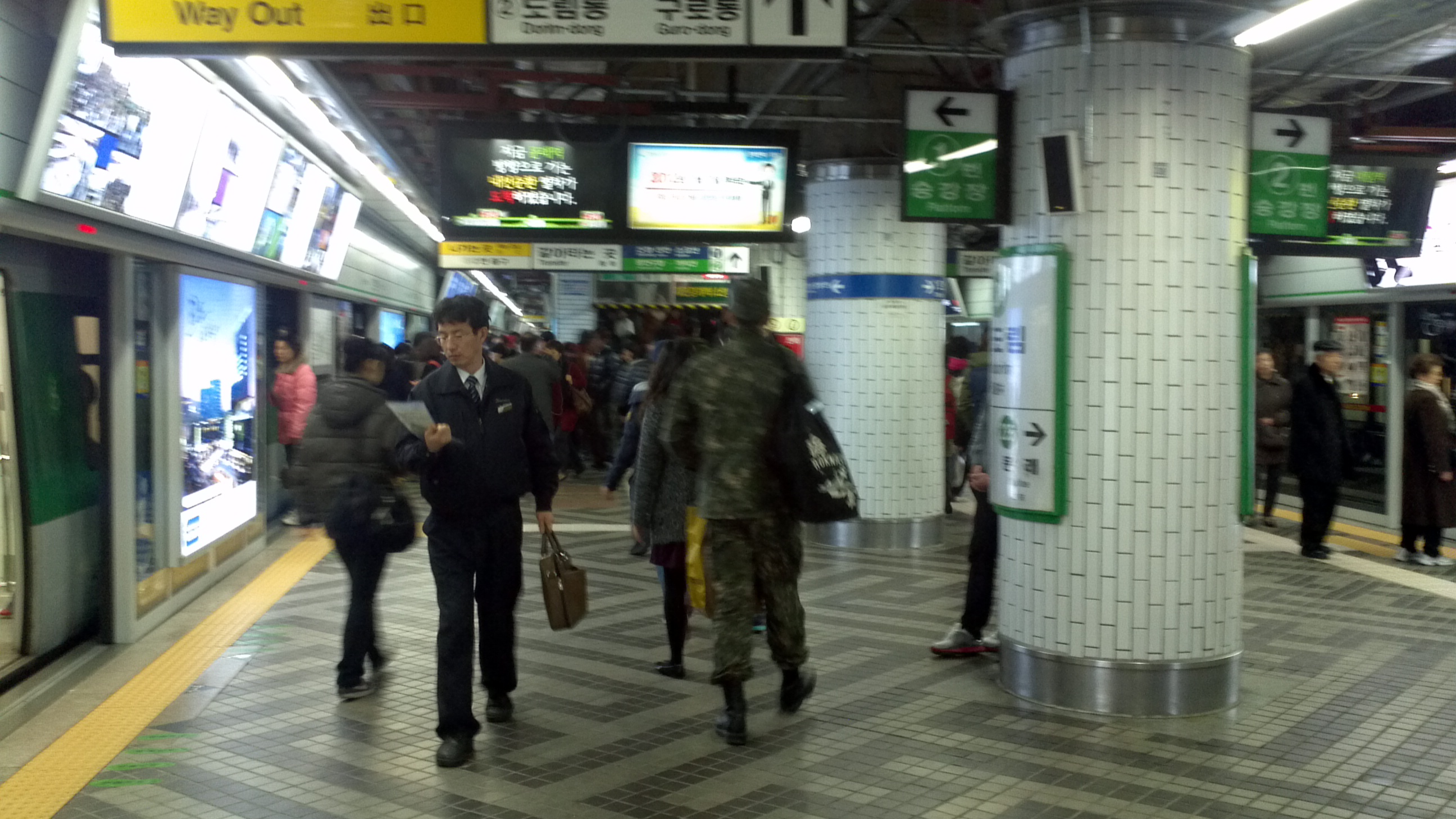
Sân ga Tuyến 2 (Vòng trong (trái), vòng ngoài (phải)) (Đang xây dựng, trong thời kỳ Seoul Metro)
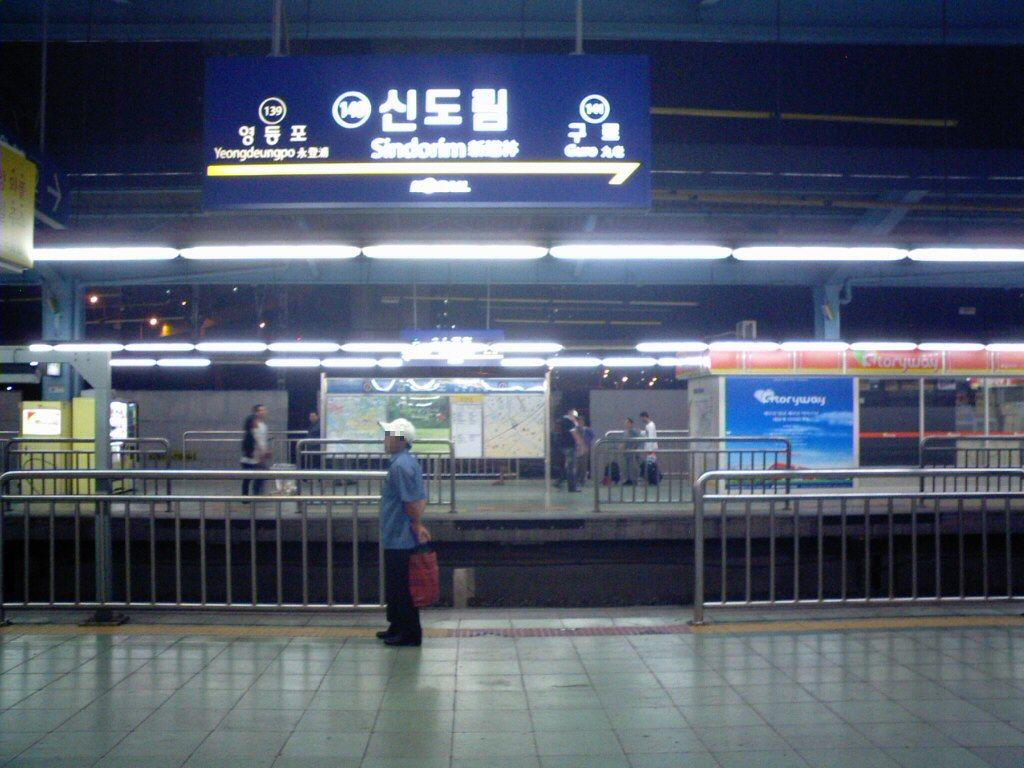
Sân ga Tuyến 1 hướng Incheon·Sinchang·Seodongtan/Sinchang tốc hành (trước khi lắp đặt cửa chắn)